# Olaf Bull
Olaf Bull (Oslo, 1883 — 1933) va ser un escriptor noruec. És reconegut per la seva poesia lírica on s'endevinen influències de Giacomo Leopardi i de Giosuè Carducci.
Va viure en diversos països europeus i va col·laborar amb James Joyce. És un dels poetes més importants de la història de Noruega. El seu pare Jacob Breda Bull també era escriptor.

## Obres
- Digte (‘Poesies', 1909)
- Nye Digte (‘Noves Poesies', 1913)
- Metipe (1927)